# 고딕 복고양식

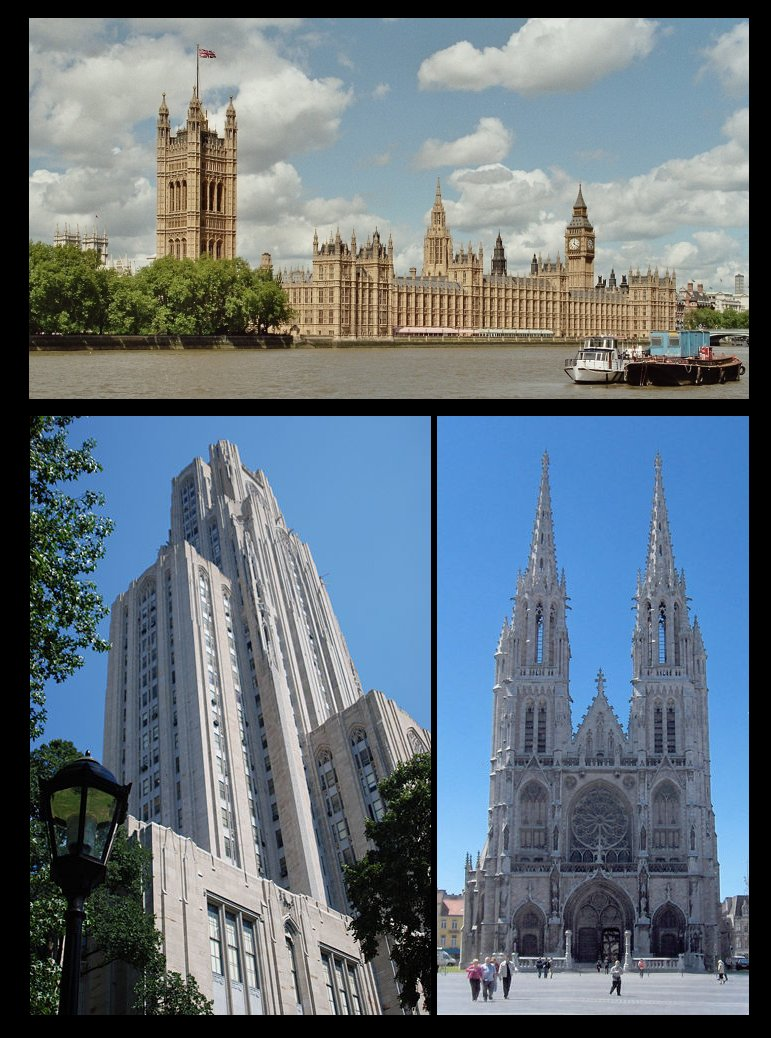
대표적인 신고딕 양식 건물들: 영국 런던의 웨스트민스터 궁전(맨위),
미국 피츠버그 대학교의 배움의 전당(왼쪽),
벨기에 오스텐더의 성 베드로와 성 바오로 성당 (오스텐더)(오른쪽).

고딕 복고양식(── 復古樣式, Gothic Revival) 또는 신고딕 양식(neo-Gothic)이란 1740년대 영국에서부터 시작된 건축 양식이다. 그 인기는 19세기 초반부터 급격하게 커지기 시작했으며, 당시에는 많은 지식인과 건축가들이 기존의 건축 양식인 신고전주의 건축과는 대조적인 중세 양식의 복구를 추구하던 시기였다.
고딕 복고양식은 중세주의에 뿌리를 두고 있으며, 옛 유물과 골동품에 관심을 갖는 골동품 애호가들의 지지를 받았다. 산업혁명 이후 기계 생산 방식이 도입되고 공장이 생겨나자 토머스 칼라일과 어거스터스 퓨진과 같은 비평가들은 이러한 사회에 비판적인 입장을 취하였다. 그리고 산업화 이전의 중세 사회를 황금 시대로 표현하며 그리워하였다. 특히 퓨진에게 있어 고딕 건축 양식은 고전주의와 산업화로 인해 파괴된 기독교적 가치관을 잘 내포하고 있는 것으로 비춰졌다.
고딕 복고양식에는 정치적인 의미도 함께 내포되어 있었다. 합리적이고 급진적 성향이었던 신고전주의는 공화주의와 자유주의 사상과 자연스럽게 연계되자, 이와는 정반대로 종교적, 전통적 성향이 강했던 고딕 복고양식은 군주주의 및 보수주의와 맥을 같이하게 되었다. 고딕 복고양식의 대표적인 건물로는 영국 런던의 웨스트민스터 궁전과 캐나다 오타와의 팔러먼트 힐이 있다.